# Psettina tosana
Psettina tosana är en fiskart som beskrevs av Amaoka, 1963. Psettina tosana ingår i släktet Psettina och familjen tungevarsfiskar. Inga underarter finns listade i Catalogue of Life.